# Hornowo
Hornowo ([xɔrˈnɔvɔ]) est un village polonais de la gmina de Dziadkowice dans le powiat de Siemiatycze et dans la voïvodie de Podlachie. Il se situe à environ 16 kilomètres au nord-est de Siemiatycze et à 65 kilomètres au sud de Bialystok.
Selon le recenssement de la commune de 1921, ont habité dans le village 489 personnes, dont 408 étaient catholiques, 64 orthodoxes, et 17 judaïques. Parallèlement, tous habitants ont déclaré avoir la nationalité polonaise. Dans le village, il y avait 81 bâtiments habitables.

## Source
- (en) Cet article est partiellement ou en totalité issu de l’article de Wikipédia en anglais intitulé « Hornowo » (voir la liste des auteurs).